# Infinite...
「Infinite...」（インフィニット）は、安良城紅の2枚目シングル。

## 概要
- 前作から約4ヶ月ぶりとなる。
- TBS『COUNT DOWN TV』10月度オープニングテーマ。

## 収録曲
1. Infinite...
  - 作詞：JUSME／作曲：TAKADA JUNPEI／編曲：CMJK
  - TBS「CDTV」10月度OPテーマ。
2. Flower on the earth
  - 作詞：MIKIKO TAGATA／作曲・編曲：朝本浩文
3. Eternal flame
  - 作詞・作曲：Billy Steinberg・Tom Kelly・Susanna Hoffs／編曲：朝本浩文
4. Infinite... (Instrumental)
5. Flower on the earth (Instrumental)